# Chrysopilus latifrons
Chrysopilus latifrons är en tvåvingeart som beskrevs av Mario Bezzi 1898. Chrysopilus latifrons ingår i släktet Chrysopilus och familjen snäppflugor. Inga underarter finns listade i Catalogue of Life.